# Italien i olympiska vinterspelen 1928
Italien deltog i olympiska vinterspelen 1928. Italiens trupp bestod av 13 idrottare, alla var män. Den äldsta idrottaren i Italiens trupp var Agostino Lanfranchi (35 år, 237 dagar) och den yngsta var Matteo Demetz (18 år, 313 dagar).

## Resultat

### Backhoppning
- Normal backe herrar
  - Vitale Venzi - 13
  - Luigi Bernasconi - 33
  - Luciano Zampatti - 34

### Bob
- 4/5-manna
  - Giancarlo Morpugo, Carlo Sem, Luigi Cerutti, Giuseppe Crivelli, Piero Marchetti - 21

### Längdskidåkning
- 18 km
  - Matteo Demetz - 22
  - Giovanni Testa - 34
  - Vitale Venzi - 35
- 50 km
  - Matteo Demetz - 20
  - Ferdinando Glück - 21

### Nordisk kombination
- Individuell herrar
  - Vitale Venzi - 20

### Skeleton
- Singel herrar
  - Agostino Lanfranchi - 4
  - Alessandro del Torso - 7

## Trupp
- Backhoppning
  - Luigi Bernasconi
  - Luciano Zampatti
- Bob
  - Luigi Cerutti
  - Giuseppe Crivelli
  - Piero Marchetti
  - Giancarlo Morpugo
  - Carlo Sem
- Längdskidåkning
  - Matteo Demetz
  - Ferdinando Glück
  - Giovanni Testa
- Skeleton
  - Alessandro del Torso
  - Agostino Lanfranchi

Vitale Venzi deltog i längdskidåkning, nordisk kombination och backhoppning